# 中島伸子
中島 伸子（なかじま のぶこ、1952年〈昭和27年〉11月8日 - ）は、日本の経営者。井村屋グループ代表取締役会長兼CEO。

## 人物
新潟県新井市（現・妙高市）生まれ、福井県福井市育ち。福井県立藤島高等学校卒業。近畿大学豊岡女子短期大学（現・豊岡短期大学）教育科在学中、北陸トンネル火災事故に遭遇。煙を吸い声が出なくなり、高校教師の道を諦める。1975年卒業。
1978年井村屋製菓（現・井村屋グループ）福井営業所にアルバイトとして入社。経理を学ぶため、経理学校に通いながら働くなど、勤務姿勢を評価され正社員の道を勧められる。採用試験に合格し、正社員となる。その後、1998年北陸支店長、2003年関東支店長、2006年執行役員、2008年上席執行役員、同年6月取締役。
2010年井村屋は持株会社に移行し、2011年常務取締役、2012年イムラヤ代表取締役社長、2013年専務取締役、2015年井村屋取締役副社長。
2017年代表取締役副社長、2018年代表取締役副会長、2019年代表取締役社長兼COO、2023年代表取締役会長兼CEO。

## 関連人物
- 名倉加代子 - 日本の振付家、日本ジャズダンス芸術協会専務理事、日本振付家協会理事、名倉ジャズダンススタジオ主宰。1940年、新潟県新潟市で生まれ、福井県立藤島高等学校卒業。